# Пери (станция)
Пе́ри — железнодорожная станция Приозерского направления Октябрьской железной дороги.
Находится на железнодорожной линии Санкт-Петербург — Кузнечное. К западу от станции расположены посёлок Верхние Осельки и посёлок при железнодорожной станции Пери, к востоку — деревня Гапсары.

## История
Станция была открыта в 1924 году.
Согласно переписи населения СССР 1926 года:

ПЕРИ — ж. д. станция и казарма Лесколовского сельсовета Куйвозовской волости, 3 хозяйства, 9 душ (5 м. п. и 4 ж. п.); все русские. (1926 год)

По состоянию на 1935 год ежедневно через станцию проходило 12 пар пригородных поездов из Ленинграда, для 5 из них станция Пери являлась конечной (остальные следовали до Васкелова). Время движения до Финляндского вокзала составляло 1 час 30 минут — 1 час 40 минут.
Электрифицирована в 1958 году в составе участка Пискарёвка — Пери. Конечной станцией электропоездов была недолго, в 1959 году электрифицированный участок был продлён до Васкелова, в 1976 году — до Кузнечного.
В 2007—2008 годах на станции проведён ремонт платформы. В результате советский бетонный навес был разобран.

## Описание
На станции 5 путей. В южной горловине станции имеются вытяжной тупик и подъездной путь, ответвляющийся на запад. С восточной стороны станции находится производственная база Путевой машинной станции 29 (ПМС-29). С западной стороны находится служебно-техническое здание. Касса на станции отсутствует.
К северу от посадочной платформы, между главными путями, располагался оборотный тупик, в настоящее время разобранный.

## Фото

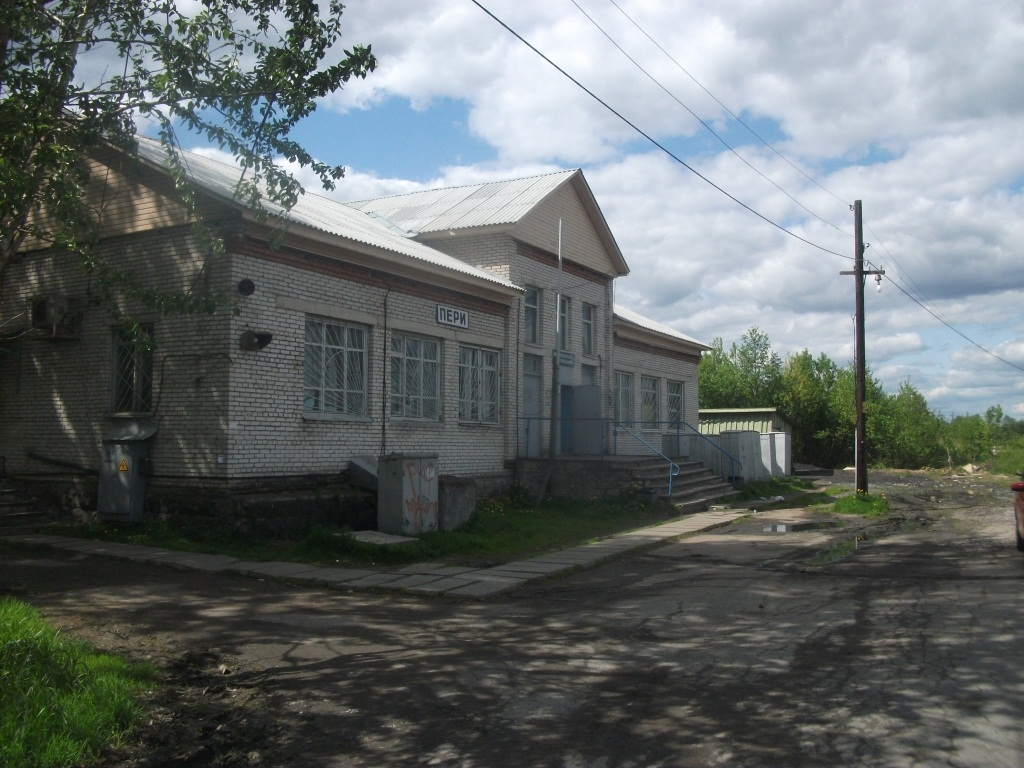
Вокзал станции Пери
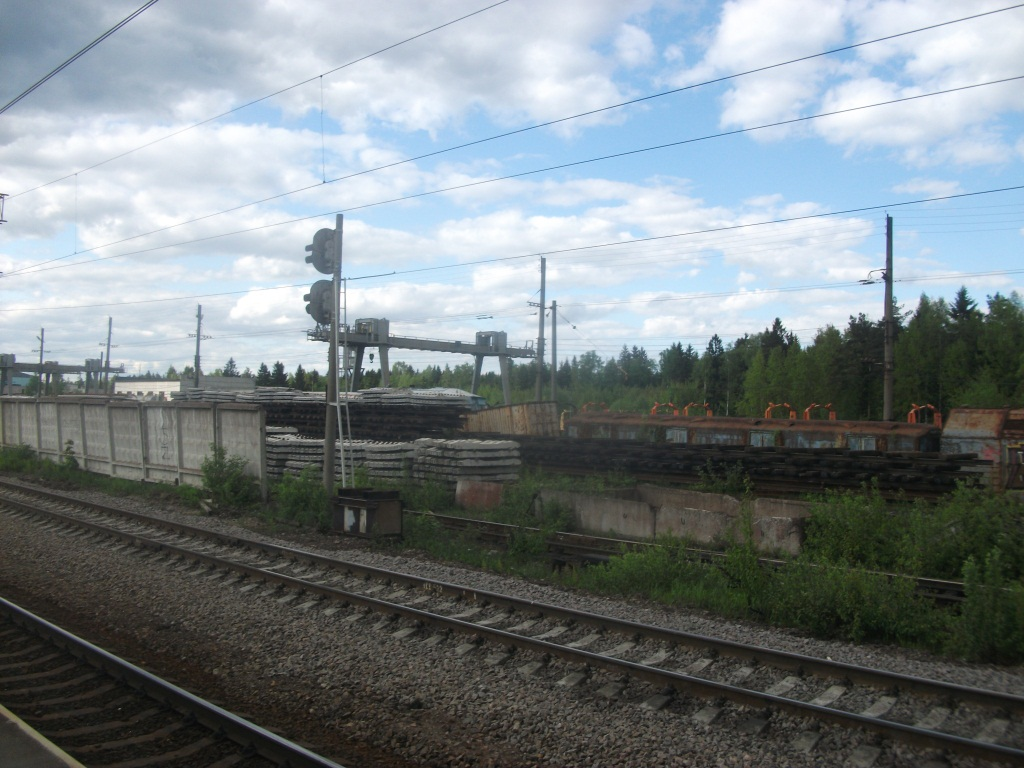
Производственная база ПМС-29